# یوانکوسکی
یوانکوسکی (به لاتین: Juankoski) یک منطقهٔ مسکونی در فنلاند است که در ساوونیای شمالی واقع شده‌است.